# Vuelta a La Rioja 2017
La Vuelta a La Rioja 2017, cinquantasettesima edizione della corsa e valevole come evento dell'UCI Europe Tour 2017 categoria 1.1, si svolse il 2 aprile 2017 su un percorso di 150,5 km con partenza da Villamediana de Iregua e arrivo a Logroño, in Spagna. La vittoria fu appannaggio dello spagnolo Rory Sutherland, il quale completò il percorso in 3h25'07", alla media di 44,024 km/h, precedendo lo svizzero Michael Albasini e il connazionale José Joaquín Rojas.
Sul traguardo di Logroño 97 ciclisti, su 118 partiti da Villamediana de Iregua, portarono a termine la competizione.

## Squadre e corridori partecipanti
| N.    | Cod. | Squadra                       |
| ----- | ---- | ----------------------------- |
| 1-8   | MOV  | Movistar Team                 |
| 11-18 | ORS  | Orica-Scott                   |
| 21-28 | CJR  | Caja Rural-Seguros RGA        |
| 31-38 | ICA  | Israel Cycling Academy        |
| 41-48 | BUR  | Burgos-BH                     |
| 51-58 | EUS  | Euskadi Basque Country-Murias |
| 61-68 | W52  | W52-FC Porto                  |
| 71-78 | DCT  | Inteja Dominican Cycling Team |

| N.      | Cod. | Squadra                         |
| ------- | ---- | ------------------------------- |
| 81-88   | LHL  | Louletano-Hospital de Loulé     |
| 91-98   | KWC  | Kuwait-Cartucho.es              |
| 101-108 | STA  | Sporting/Tavira                 |
| 111-118 | RBR  | Rietumu Banka-Riga              |
| 121-128 | LAA  | LA Aluminios-Metalusa Blackjack |
| 131-138 | BOA  | RP-Boavista                     |
| 141-148 | ESP  | Spagna                          |

## Ordine d'arrivo (Top 10)
| Pos. | Corridore          | Squadra     | Tempo    |
| ---- | ------------------ | ----------- | -------- |
| 1    | Rory Sutherland    | Movistar    | 3h25'07" |
| 2    | Michael Albasini   | Orica       | a 20"    |
| 3    | José Joaquín Rojas | Movistar    | s.t.     |
| 4    | Diego Rubio        | Caja Rural  | s.t.     |
| 5    | Albert Torres      | Inteja Dom. | a 48"    |
| 6    | Dylan Page         | Caja Rural  | a 1'09"  |
| 7    | M. Ángel Fernández | Spagna      | s.t.     |
| 8    | Carlos Barbero     | Movistar    | s.t.     |
| 9    | Daniel López       | Burgos-BH   | s.t.     |
| 10   | Daniel Freitas     | W52         | s.t.     |